# Bragança, Bồ Đào Nha
Bragança là một huyện thuộc tỉnh Bragança, Bồ Đào Nha. Huyện này có diện tích 1174 km², dân số thời điểm năm 2001 là 34750 người.